# Marcel Durry
Marcel Durry (* 9. September 1895 in Tavey; † 23. Januar 1978 in Paris) war ein französischer Klassischer Philologe.

## Leben
Marcel Durry nahm nach dem Schulbesuch als Freiwilliger am Ersten Weltkrieg teil (ab Oktober 1914). 1915 geriet er in Gefangenschaft und kam erst nach Kriegsende wieder frei. Ab 1919 studierte er Klassische Philologie und Archäologie an der École normale supérieure in Paris und ab 1921 an der École française de Rome, wo Jérôme Carcopino und Maurice Besnier seine Lehrer waren. Nach seiner Rückkehr im Herbst 1924 unterrichtete Durry zunächst für kurze Zeit am Gymnasium in Amiens und ging dann als Dozent an die Universität Grenoble (ab 1924). 1932 wechselte er an die Universität Caen, wo er 1938 die Doktorwürde erlangte.
Während der deutschen Besetzung Frankreichs im Zweiten Weltkrieg erhielt Durry 1942 einen Ruf an die Sorbonne, dem er sogleich folgte. Doch schon im folgenden Jahr wurde er wegen seines Protests gegen das Vichy-Regime entlassen und ging nach Algier, wo er sich der Widerstandsbewegung unter René Capitant anschloss, in der Bildungsbehörde der provisorischen Regierung arbeitete und Lehrveranstaltungen an der Universität Algier abhielt. Nach der Befreiung von Paris kehrte er dorthin zurück und arbeitete weiterhin mit René Capitant zusammen, der unter Charles de Gaulle von 1944 bis 1946 Erziehungsminister war. An der Sorbonne wurde Durry noch 1944 zum Professur ernannt. Im folgenden Jahr erhielt er nach dem Tod von Pierre Roussel den Lehrstuhl für Latein.
In den folgenden Jahrzehnten war Durry vor allem als Wissenschaftsorganisator tätig, unter anderem als Mitglied der Association Rome-Athènes (Präsident 1950/51) und der Société des Études Latines: Von 1955 bis zu seinem Tod war er Vertreter dieser Gesellschaft in der Internationalen Thesaurus-Kommission; ab 1963 fungierte er zusätzlich als Administrateur der Societé (ab 1977 Administrateur honoraire) und als Herausgeber ihres Organs Revue des Études Latines. Nach dem Tod von Jules Marouzeau war er ab 1964 Mitherausgeber der bibliografischen Zeitschrift L’Année philologique. An der Sorbonne war er von 1964 bis 1968 Dekan der Faculté des Lettres. Sein Engagement für die internationale Zusammenarbeit der Altertumswissenschaften gipfelte in der Präsidentschaft der Fédération Internationale des Associations d’Études Classiques (1969–1974).
Durrys Forschungsschwerpunkt war die römische Kaiserzeit, deren politische Geschichte, Literatur und Kultur er eingehend erforschte. Seine zwei Promotionsschriften (1938) waren eine Monographie über die Prätorianergarde und eine kritische Ausgabe mit Kommentar von Plinius des Jüngeren Panegyricus auf Trajan, die er erneut 1947 mit französischer Übersetzung in der Collection Budé veröffentlichte. In derselben Reihe veröffentlichte Durry 1950 eine Ausgabe der Laudatio Turiae.
Marcel Durry war mit der Literaturwissenschaftlerin und Dichterin Marie-Jeanne Durry, geb. Walter (1901–1980), verheiratet. Das Paar hatte zwei Kinder, den Rechtswissenschaftler Georges Durry (* 1930) und den Sportjournalisten und Funktionär Jean Durry (* 1936).

## Schriften (Auswahl)
- Les Cohortes prétoriennes. Paris 1938. 2. Auflage 1968
- Le Panégyrique de Trajan. Paris 1938
- Pline le Jeune, Lettres. Tome IV: Livre X. Panégyrique de Trajan. Paris 1947. Zahlreiche Neuauflagen, ISBN 978-2-251-01192-9
- Éloge funèbre d’une matrone romaine (Éloge dit de Turia). Texte établi, traduit et commenté par M. Durry. Paris 1950. Zahlreiche Neuauflagen, ISBN 978-2-251-01090-8
- Mélanges Marcel Durry. 2 Bände, Paris 1970 (Revue des Études Latines 47)